# Aname giraulti
Espèce
Synonymes
- Chenistonia giraulti Rainbow, 1914
- Aname collinsorum Raven, 1985

Aname giraulti est une espèce d'araignées mygalomorphes de la famille des Anamidae.

## Distribution
Cette espèce est endémique du Queensland en Australie. Elle se rencontre de Mount Elliot à Mount Molloy.

## Description
La carapace du mâle syntype mesure 9,4 mm de long sur 7,3 mm et l'abdomen 8,2 mm de long sur 5,1 mm et la carapace de la femelle syntype 9 mm de long sur 7,5 mm et l'abdomen 12,2 mm de long sur 7 mm
Le mâle décrit par Wilson, Harvey, Simmons et Rix en 2025 mesure 23,27 mm et la femelle 25,60 mm.

## Systématique et taxinomie
Cette espèce a été décrite sous le protonyme Chenistonia giraulti par Rainbow en 1914. Elle est placée en synonymie avec Aname pallida par Raven en 1985. Elle est relevée de synonymie par Wilson, Harvey, Simmons et Rix en 2025.
Aname collinsorum a été placée en synonymie par Wilson, Harvey, Simmons et Rix en 2025.

## Étymologie
Cette espèce est nommée en l'honneur d'Alexandre Arsène Girault.

## Publication originale
- Rainbow, 1914 : « Studies in the Australian Araneidae. No. 6. The Terretelariae. » Records of the Australian Museum, vol. 10, p. 187-270 (texte intégral).